# CV90裝甲戰鬥車
CV90裝甲戰鬥車，為瑞典製裝甲車族，已衍生出多款車型並外銷多國，與JAS 39戰鬥機、偉士比級護衛艦皆為1990年代瑞典國防工業的代表作品。

## 歷史
1978年時，瑞典陸軍希望以一種車體基本設計，發展出多種不同功能的衍生型來滿足陸軍的需求，並能大幅降低後勤維修成本。1984年展開CV90的研發工作。1986年，訂購Strf 9040和Strf 9025原型車，原型車在1988年至1991年間進行各項測試，首批於1994年交付。

### 生產
CV90於1993年開始量產，截至2014年，已訂購了1,200多輛；2000年11月，芬蘭訂購了57輛CV9030，總值約2.5億歐元（2008年價值），即每輛車442萬歐元，2004年6月，芬蘭再次訂購57輛，每輛車的成本約為292萬歐元（2008年價值）。2005年12月，丹麥訂購了45輛CV9035，總成本約1.88億歐元或單輛418萬歐元。挪威最初在1990年代購買103輛CV90，並在2010年代前期增購41輛新車同時升級舊車，現時（截至2019年7月）挪威陸軍共有144輛CV90，其中74輛為步兵戰鬥車、16輛工程車輛、16輛多用途車輛、21輛偵察車、15輛指揮車和2輛訓練車，挪威CV90的升級花費估計約NOK 10 billion，2019年4月交付完成。
CV90亦被分為MkI～MkIV，下列為對應型號：
MkI：
CV9030N
MkII：
CV9030FIN、CV9030CH、CV9030 COM
MkIII：
CV9035NL和瑞士CV9035DK
MkIV：

### 實戰經驗

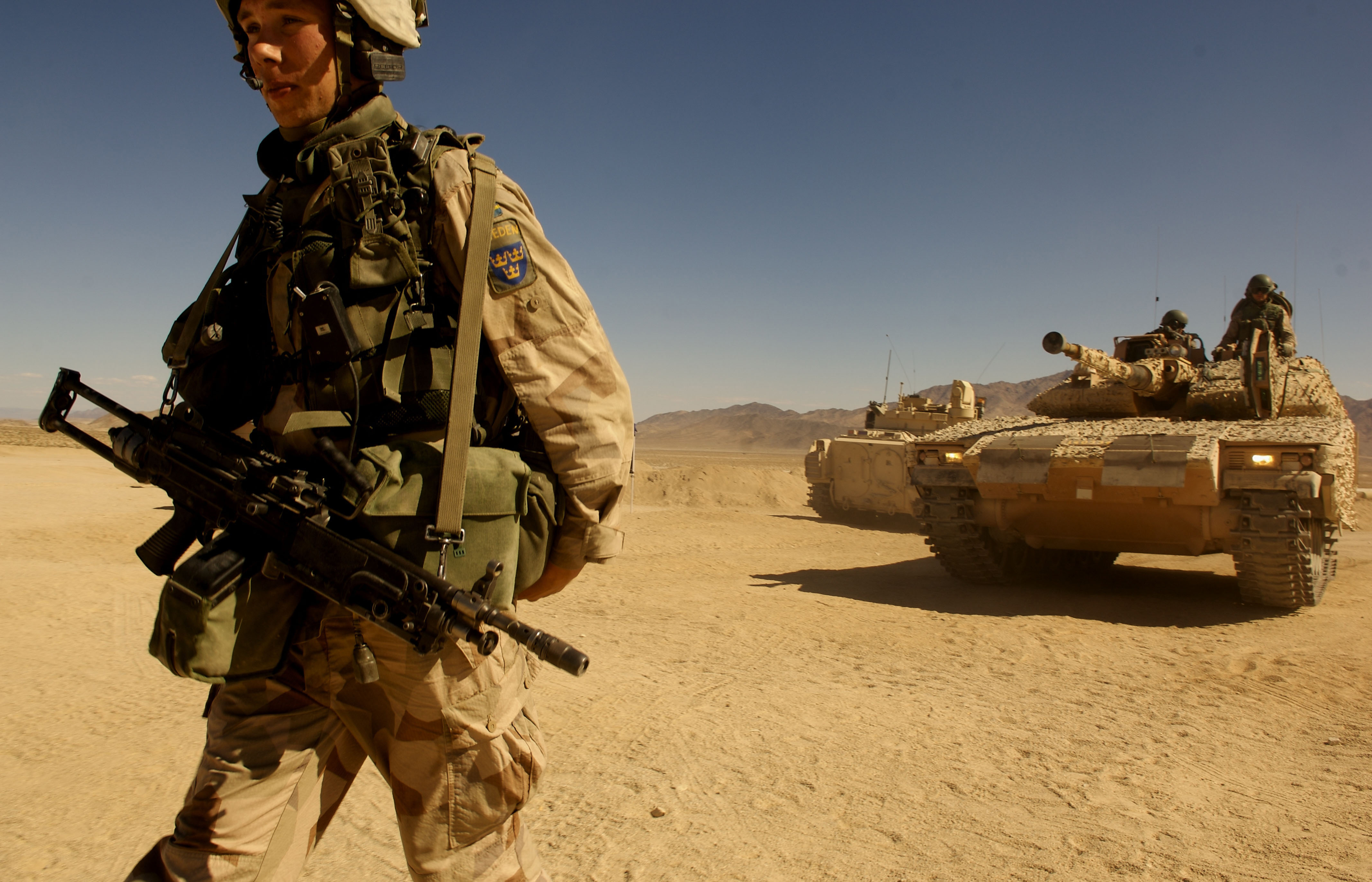
瑞典CV9040C派駐海外

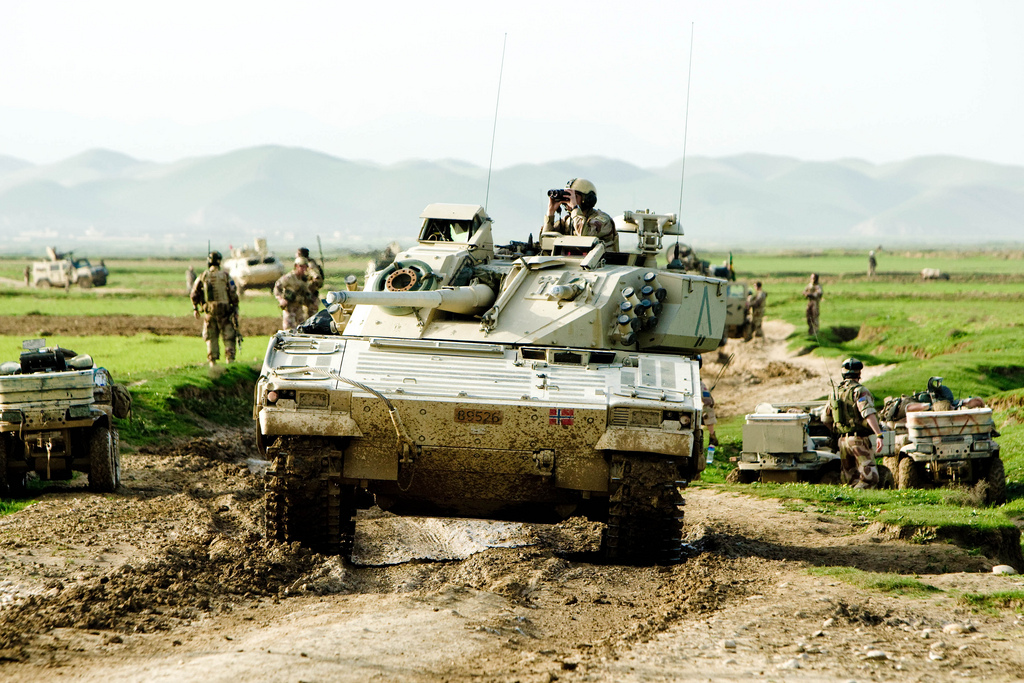
在阿富汗巡邏的挪威陸軍CV9030。

2004年13輛瑞典Stridsfordon 9040C首次被派往賴比瑞亞參與聯合國賴比瑞亞特派團，也是CV90首次參與實戰。
2007年11月，挪威陸軍的CV90在阿富汗Operation Harekate Yolo行動期間，多次與塔利班組織交火；在11月第一週，在馬扎里沙里夫的挪威維和部隊為應對塔利班的襲擊，由於塔利班部隊人數眾多，挪威部隊使用迫擊砲和CV90鎮壓，這次行動造成了塔利班組織數目不詳的傷亡，但挪威消息人士稱，多達45至65名塔利班武裝分子可能已經死亡，還有更多人受傷；2008年5月被挪威陸軍在巴德吉斯省Operation Karez行動期間遭遇塔利班武裝分子的重機槍和RPG射擊，襲擊造成13名塔利班武裝分子死亡 ；2010年1月，一輛挪威CV90在阿富汗Ghowrmach的遭土製炸彈擊中並導致挪威部隊1人死亡。
2010年2月，丹麥派遣10輛CV9035DK前往阿富汗赫爾曼德省；截至2010年4月，10輛中有2輛遭土製炸彈擊中受損但無人死亡；2010年8月7日，1輛CV9035DK遭土製炸彈擊中導致翻覆並造成2名士兵死亡，另有3人受傷。
截至2011年春季，瑞典在阿富汗駐有9輛Strf 9040C，並與叛亂分子進行了數十次戰鬥。
2024年，乌克兰武装部队將CV90投入去2024年8月庫爾斯克州入侵作戰中。

## 型號

### 瑞典

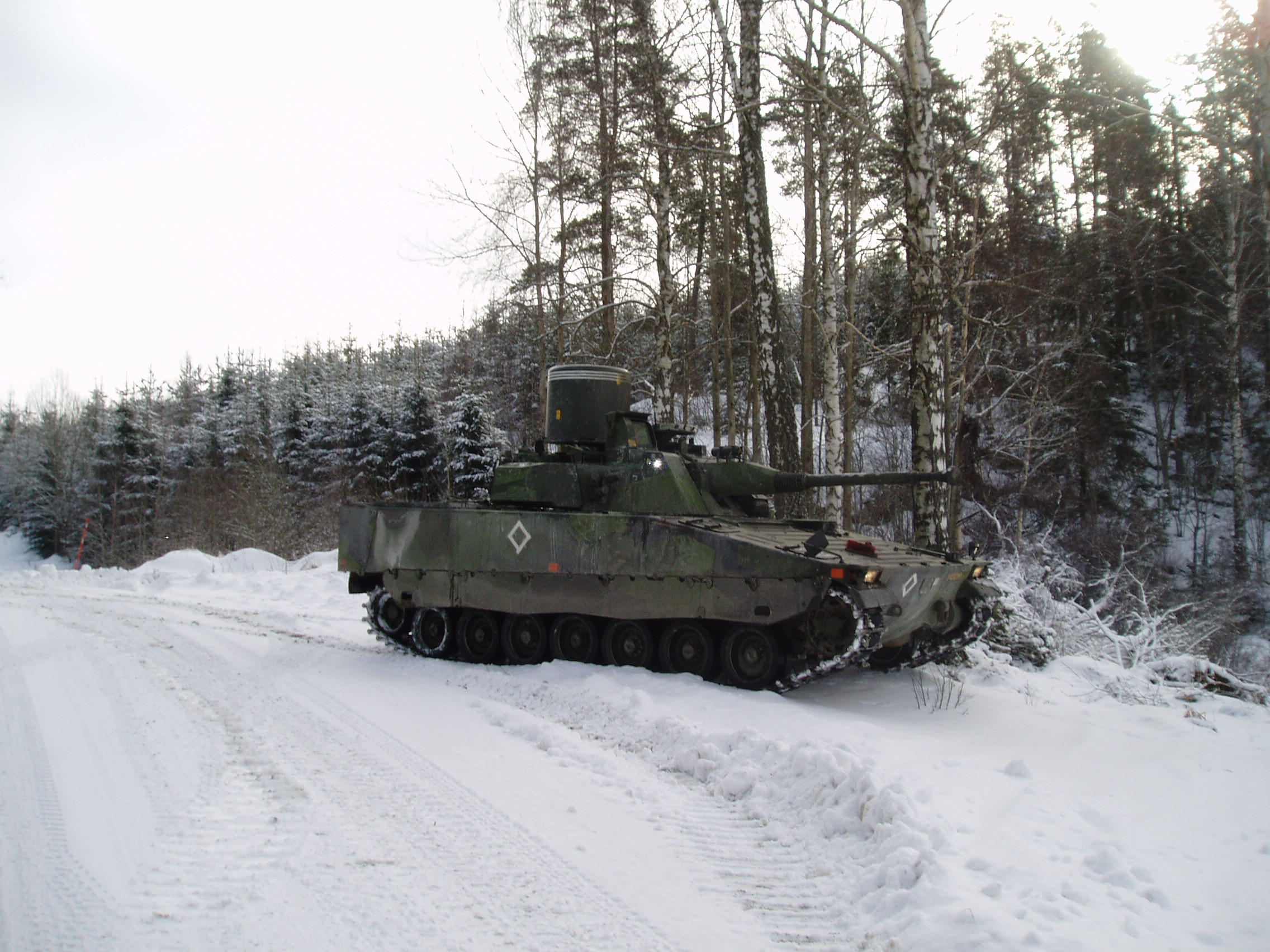
CV9040 AAV

#### 服役
- Stridsfordon（Strf）9040（SB1A3）
  - Strf 9040
  - Strf 9040A
  - Strf 9040B
  - Strf 9040B1：針對國際維和任務進行了改進的Strf9040B[16]。
  - Strf 9040C
- Luftvärnskanonvagn (lvkv) 9040
- Stridsledningspansarbandvagn (Stripbv) 90：前線指揮型，於2011年退役[17]。
- Eldledningspansarbandvagn (Epbv) 90
- Bärgningsbandvagn (Bgbv) 90：裝甲救援車，至少有一輛於阿富汗操作過。
- Granatkastarpansarbandvagn (Grkpbv) 90120：裝有120 mm口徑AMOS迫擊炮的型號，原被取消，後恢復，於2020年先交付40輛，後陸續交付[9]。

#### 未採用
- Störpansarbandvagn (Störpbv) 90：電子戰型，原計劃於2002年開始生產，由於經濟原因取消批量生產，截至2013年該項目仍處於暫停狀態[9]。
- Stridsfordon 9040/56：配備薩博博福斯動力RBS 56B BILL2反戰車飛彈（英语：RBS 56B BILL 2）的版本[9]。

### 外銷或贈送

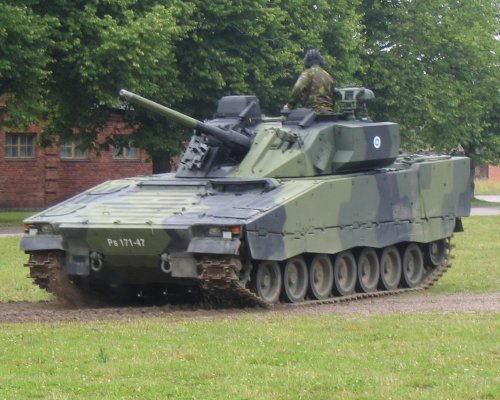
芬蘭陸軍CV9030FIN

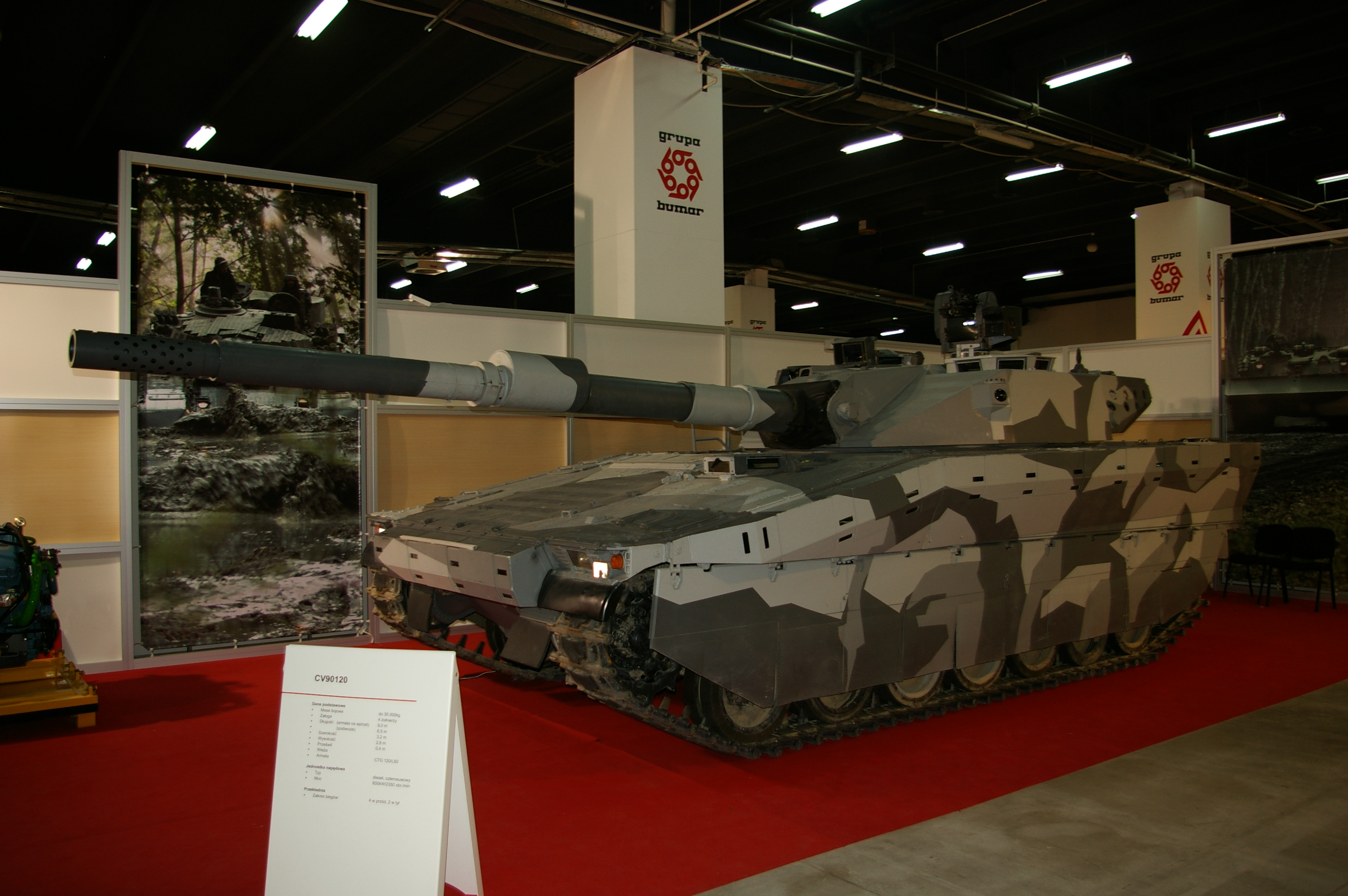
CV90120-T 原型車，衍生出PL-01坦克

- CV9030：主要武裝為Mk 44巨蝮二式鏈炮，外銷挪威、瑞士、芬蘭，挪威CV9030N也稱為CV90 MK I、芬蘭CV9030FIN和瑞士CV9030CH被稱為CV90 MK II[18] CV90 MK II也可指CV9030 COM（指揮與控制車輛）。挪威升級版本被稱為CV90 MkIIIb[19]。
- CV9035：主要武裝為巨蝮三式鏈炮，外銷荷蘭（CV9035NL）和丹麥（CV9035DK），CV9035也稱為CV90 MK III[18]。
- CV90105：配備一門GIAT生產的105公厘戰車炮的輕戰車[20]，1990年代曾爭取中華民國陸軍輕戰車汰換案訂單。
- CV90120-T：配備一門120公厘戰車炮的輕戰車，波蘭以此型為基礎開發出PL-01坦克。
- CV90 CZ：捷克外銷型
- CV90 CZr：捷克外銷型
- Armadillo
- CV90 STING
- CV90RWS Multi BK
- CV90 MkIV
- CV9040C：瑞典軍援給烏軍的CV9040C加裝由萨博研發的Barracuda機動偽裝系統，可以降低車內溫度，大幅降低被光學以及雷達偵測到的機率。[21]

## 使用國

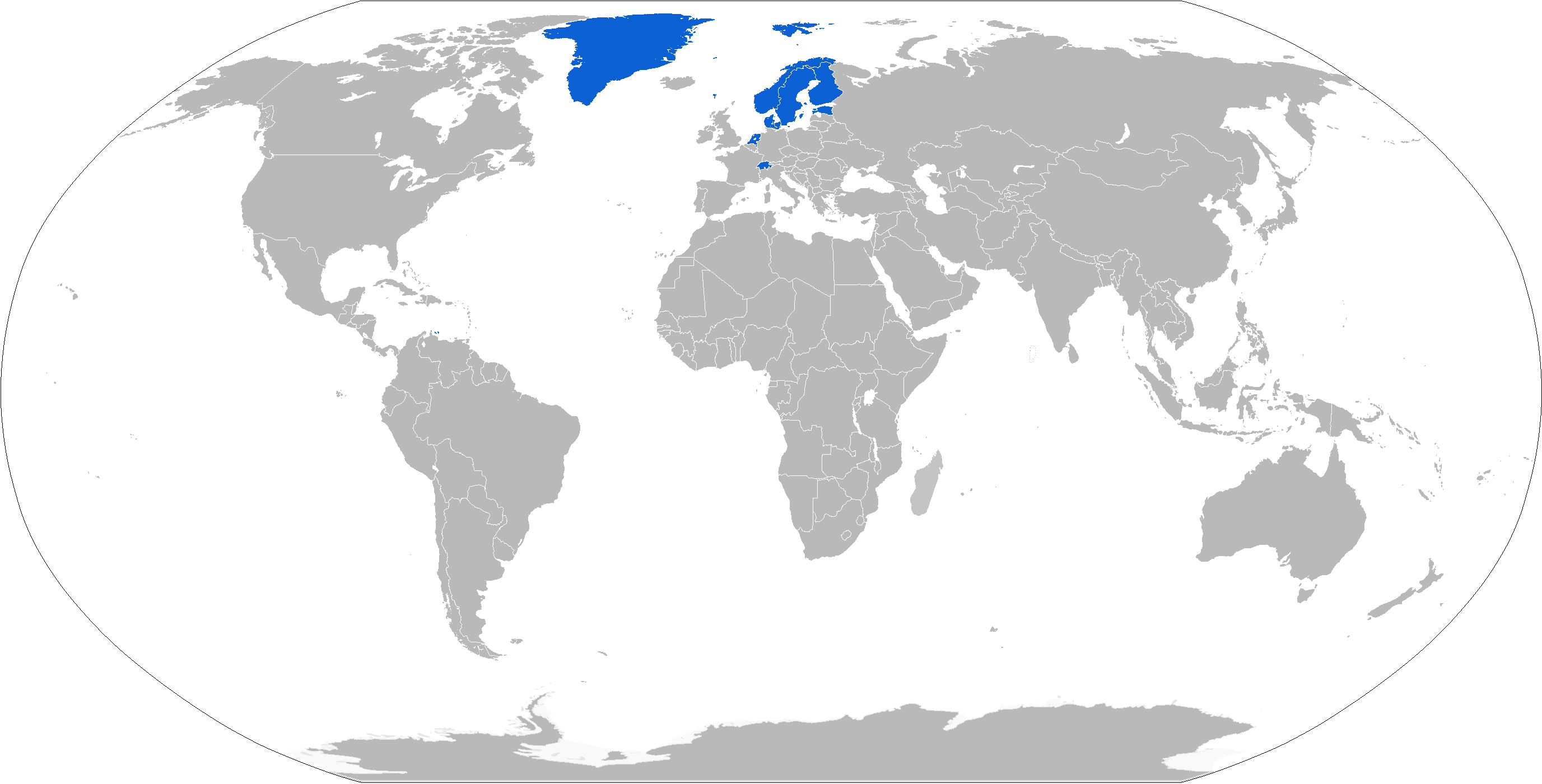
藍色：現役使用國

### 現役
- 丹麦：45輛CV9035DK[22]。
- 爱沙尼亚：2014年12月自荷蘭購買44輛二手CV9035NL，愛沙尼亞稱為CV9035EE，首批於2016年交付[23][24]，同年，愛沙尼亞與挪威達成協議購買35輛二手的CV90MK I[25]，向荷蘭購買的44輛於2019年4月1日交付完畢[26]。
- 芬兰：102輛CV9030FIN（首批57輛，第二批45輛）[27][28]。
- 荷蘭：193輛CV9035NL（原訂購184輛[29]）[30] ，2011年交付完成。2014年12月44輛CV9035NL轉售給愛沙尼亞[23]。2021年1月14日，荷蘭與貝宜系統簽訂的5億美元CV90中壽期升級合約，於2026年底之前完成122輛CV90的升級工作[31]。
- 挪威:截至2019年7月止共訂購144輛CV90，1994年訂購104輛，稱為CV9030N。其中17輛後來升級了空調、防雷和後視攝影，被稱為CV9030NF1[32][33]。
- 瑞典：549輛, 包括42輛裝有附加裝甲的CV9040C[34][35][36]。
- 瑞士：186輛CV9030CH。
- 乌克兰：在2022年俄羅斯入侵烏克蘭期間由瑞典提供CV9040C[21]。另外，烏克蘭目前計畫購買1000輛CV90 MkIV[37]。
- 斯洛伐克：於2022年6月批准採購152輛CV90 MkIV步兵戰鬥車[31]。
- 捷克：捷克陸軍（英语：Czech Land Forces）計劃耗資約500億捷克克朗採購210輛新型步兵戰車汰換現有BMP-2步兵戰車[38]，BAE Systems和VOP CZ於2017年5月31日在布爾諾舉行的國際防務與安全技術展覽會（International Fair of Defence and Security Technology）上首次公佈了兩種捷克版本的CV90[39]，2018年12月，CV90與美洲狮步兵战车、ASCOD步兵戰車和山貓步兵戰車均入圍[40]，最後在2023年05月24日捷克政府決定與瑞典政府軍備部門、英國軍工集團貝宜系統（BAE Systems）瑞典分公司達成三方協議，簽署總值達22億美元（約676.5億元新台幣）的合約，採購246輛包括7種不同構型的CV90 MkIV步兵戰鬥車[41]。
- 俄羅斯：在2022年俄羅斯入侵烏克蘭期間缴获2輛[42]，現服役狀況不明，其中一架在愛國者公園展出，一架展览於勝利公園。

### 潛在使用國
- ：正在尋找汰換M113裝甲運兵車的後繼車種，CV90是競爭者之一[43]。
- ：克羅地亞陸軍（英语：Croatian Army）正在尋求在汰換現有M-80步兵戰車，CV90和美洲獅步兵戰車均是可能選項。克羅地亞陸軍需要108輛車：88輛步兵戰車、4輛訓練車、8輛裝甲救護車和8輛指揮車。車輛預算尚未確定；預計約需4億歐元。克羅地亞版本還將配備30毫米炮和反坦克飛彈發射器。預計在2021年之後購買這些車輛。[來源請求]
- 美国：參與美國陸軍下一代戰鬥車輛（NGCV）計劃競標[44]。

### 未成
- 加拿大：1輛CV9035 Mark III[45]。
- 波蘭：於2007年使用過1輛CV 90120-T，並以此為基礎開發出PL-01坦克。
- 英国：

## 各型號規格（瑞典）
|                         | Strf9040                       | Strf9040A                      | Strf9040B                      | Strf9040C                      | E/Stri90                       | Lvkv90                         | Bgbv90                         |                            |
| ----------------------- | ------------------------------ | ------------------------------ | ------------------------------ | ------------------------------ | ------------------------------ | ------------------------------ | ------------------------------ | -------------------------- |
| 總重 （噸）             | 22.8                           | 23.1                           | 23.1                           | 27.6                           | 22.4                           | 24                             | 23.2                           |                            |
| 長 (m)                  | 6.47                           | 6.55                           | 6.55                           | 7.00                           | 6.55                           | 6,55                           | 7.9                            |                            |
| 寬 (m)                  | 3.10                           | 3.17                           | 3.17                           | 3.42                           | 3.17                           | 3.17                           | 3.17                           |                            |
| 高 (m)                  | 2.5                            | 2.71                           | 2.71                           | 2.75                           | 2.71                           | 3.45                           | 2.65                           |                            |
| 底盤離地間隙 (m)        | 0.45                           | 0.45                           | 0.45                           | 0.36                           | 0.45                           | 0.45                           | 0.45                           |                            |
| 乘員                    | 3                              | 3                              | 3                              | 3                              | 3                              | 7                              | 4                              |                            |
| 載員                    | 8                              | 6–7                            | 6–7                            | 6–7                            | 6                              | -                              | -                              |                            |
| 主要武器                | Bofors 40 mm L/70B             | Bofors 40 mm L/70Bc            | Bofors 40 mm L/70Bc            | Bofors 40 mm L/70Bc            | -                              | Bofors 40 mm L/70Bb            | -                              |                            |
| 次要武器                | 7.62毫米Ksp m/39B機槍          | Ksp m/39C                      | Ksp m/39C                      | 7.62毫米Ksp 58通用機槍         | Ksp m/39C                      | Ksp m/39C                      | Ksp m/39C                      |                            |
| 防衛裝備                | Smoke dischargers 6× Galix     | Smoke dischargers 6× Galix     | Smoke dischargers 6× Galix     | Smoke dischargers 6× Galix     | Smoke dischargers 6× Galix     | Smoke dischargers 6× Galix     | Smoke dischargers 6× Galix     | Smoke dischargers 6× Galix |
| 附加裝備                | Illumination mortars Lyran 2×  | -                              | -                              | -                              | -                              | -                              | -                              | -                          |
| Gun elevation (degrees) | ?                              | −8 +35                         | −8 +27                         | −8 +27                         | -                              | −8 +50                         | -                              |                            |
| 主炮彈藥數              | 234                            | 234                            | 234                            | 120                            | -                              | 234                            | -                              |                            |
| 炮塔重 （噸）           | 3.8                            | 3.9                            | 3.9                            | 4.9                            | 3.5                            | 4.9                            | -                              |                            |
| 引擎                    | Scania DSI 14 turbodiesel V8   | Scania DSI 14 turbodiesel V8   | Scania DSI 14 turbodiesel V8   | Scania DSI 14 turbodiesel V8   | Scania DSI 14 turbodiesel V8   | Scania DSI 14 turbodiesel V8   | Scania DSI 14 turbodiesel V8   |                            |
| 變速器                  | Allison/Perkins X-300-5 變速器 | Allison/Perkins X-300-5 變速器 | Allison/Perkins X-300-5 變速器 | Allison/Perkins X-300-5 變速器 | Allison/Perkins X-300-5 變速器 | Allison/Perkins X-300-5 變速器 | Allison/Perkins X-300-5 變速器 |                            |

## 備註
1. ↑  亦有104輛的說法，總數量仍為144輛

## 資料來源
1. ↑  Dalløkken, Per Erlien. . Teknisk Ukeblad. 2014-09-03  [2017-06-02]. （原始内容存档于2016-06-17） （挪威语）.
2. ↑  . BAE Systems Sweden. 2000-11-02  [2009-11-07]. （原始内容存档于2007-09-28）.
3. ↑   [The readiness modern fighting vehicle]. The Finnish Ministry of Defence. 2000-11-02  [2009-11-07]. （原始内容存档于2016-03-04） （芬兰语）.
4. ↑  . BAE Systems Sweden. 2004-06-30  [2009-11-07]. （原始内容存档于2007-09-28）.
5. ↑  , DR, 2005年12月16日  [2005年12月16日], （原始内容存档于2014年12月24日） （丹麦语）
6. ↑  http://defense-update.com/20120621_norway-invests-750-million-modernizing-and-expanding-cv90-fleet.html%7Ctitle=NorwayInvests%5B%5D $750 Million Modernizing and Expanding CV90 Fleet – Defense Update:|website=defense-update.com|accessdate=29 August 2017|archive-url=
7. ↑  . IHS. 2015-03-01  [2015-03-05]. （原始内容存档于2015-03-05）.
8. ↑  . 2019-26-04  [2019-07-28]. （原始内容存档于2019-04-27）.
9. 1 2 3 4  .   [2013-10-13]. （原始内容存档于2013-10-14）.
10. ↑  . Norwegian Armed Forces. 2007-11-08  [2007-11-10]. （原始内容存档于2007-11-09） （挪威语）.
11. ↑  .   [2008-05-11]. （原始内容存档于2008-05-30）.
12. ↑  http://www.mil.no/start/aktuelt/pressemeldinger/article.jhtml?articleID=193028%5B%5D
13. ↑   （页面存档备份，存于） Nye køretøjer står stille i Helmand
14. ↑  .   [2012-03-02]. （原始内容存档于2012-03-02）.
15. ↑  . www.facebook.com.   [2024-09-14].
16. ↑  Cv90 Photo guide page 20 by the Swedish Armoured Historical Association ISBN 978-91-633-7880-5
17. ↑   (PDF).   [2013-10-13]. （原始内容 (PDF)存档于2013-10-16）.
18. 1 2  Army Guide web site: BAE Systems Hägglunds CV 90 site (direct link blocked)
19. ↑  .   [2018-05-09]. （原始内容存档于2018-05-10）.
20. ↑  . Cockerill Maintenance & Ingénierie.   [2015-07-31]. （原始内容存档于2016-07-14）.
21. 1 2  . www.facebook.com.   [2023-06-16] （中文（简体））.
22. ↑  . BAE Systems. 2005-12-16  [2007-03-20]. （原始内容存档于2006-10-09）.
23. 1 2  . IHS. 2015-02-22  [2015-03-05]. （原始内容存档于2015-02-20）.
24. ↑  Larrinaga, de, Nicholas. . IHS Jane's 360. 2016年10月10日  [2016年10月10日].
25. ↑  Tomkins, Richard. . United Press International.   [2016-01-13]. （原始内容存档于2016-01-13）.
26. ↑  . Defence Blog. 2019年4月1日  [2019年4月1日]. （原始内容存档于2019年4月1日）.
27. ↑  . 2000-11-02  [2007-03-20]. （原始内容存档于2007-09-28）.
28. ↑  . BAE Systems. 2004-06-30  [2007-03-20]. （原始内容存档于2007-09-28）.
29. ↑  . BAE Systems. 2004-12-10  [2007-03-20]. （原始内容存档于2007-09-28）.
30. ↑   [Inventory of existing defense material], Ministry of Defense, 2008-05-07 （荷兰语）[永久].
31. 1 2  蜂評綜合報導. . 蜂評網. 2022-09-29  [2023-06-22]. （原始内容存档于2023-06-22） （中文（臺灣））.
32. ↑   [Facts about defense] (PDF), Norwegian military （挪威语）[永久].
33. ↑  . Army Technology.   [2007-03-20]. （原始内容存档于2007-03-13）.
34. ↑  .   [2007-03-20]. （原始内容存档于2005-02-09） （瑞典语）.
35. ↑  .   [2007-03-20]. （原始内容存档于2005-02-10） （瑞典语）.
36. ↑  . BAE Systems. 2002-09-24  [2007-03-20]. （原始内容存档于2007-09-28）.
37. ↑  . www.facebook.com.   [2023-06-22]. （原始内容存档于2023-06-22） （中文（简体））.
38. ↑  . www.janes.com.   [2018-01-26]. （原始内容存档于2019-09-24）.
39. ↑  . BVV Trade Fairs Brno. Brno.   [2017-06-02]. （原始内容存档于2017-06-02）.
40. ↑  . Defense Market Intelligence. 2018-12-19  [2018-12-19]. （原始内容存档于2018-12-19）.
41. ↑  . www.upmedia.mg.   [2023-06-22]. （原始内容存档于2023-06-22）.
42. ↑  . https://www.guancha.cn/. 观察者网.   [2023-08-05]. （原始内容存档于2023-08-06）.
43. ↑  . Australian Manufacturing. Brisbane.   [2017-06-02]. （原始内容存档于2017-04-15）.
44. ↑  Freedberg Junior, Sydney; Clark, Colin. . Breaking Defense. AUSA, Washington. 2018-10-09  [2018-10-09]. （原始内容存档于2018-10-09）.
45. ↑  . Ottawa Citizen. Canada communities. 2008-11-17  [2008-11-17]. （原始内容存档于2009-07-11）.
46. ↑  ISBN 978-91-633-7880-5 p. 82, Cv 90 Photo Guide – Svensk Pansarhistorisk Förening

## 外部連結
- Combat Vehicle 90 in Army Technology（页面存档备份，存于） （法文）
- BAE Systems Hägglunds（页面存档备份，存于） （瑞典文）
- SoldF.com – CV9040 （瑞典文）
- Armada International 6/97-52 Information on the Norwegian IFV trials and changes found in the Norwegian CV9030 （挪威文）
- Danish CV9035 MkIII （丹麥文）

| 论 编 | 二戰後歐洲裝甲戰鬥車輛 |